# Бетуел
Бетуел или Ватуило (хебр. בתואל – „божја кућа“) је библијска личност описана у Старом завету. Био је Арамејац, најмлађи син Нахора и Милке, нећак Аврама и отац Лабана и Ребеке.
Према књизи Прва Дневника 4, 30 Бетуел је такође био град на подручју племена Шимон, западно од Мртвог мора. Неки научници, на пример Вилијем Ф. Олбрајт, поистовећују овај град са градом Бетел (Ветиљ) у јужној Јудеји, које такође значи „божја кућа“.
Бетуел се у Библији појављује девет пута, сваки пут у Књизи постања.